# Gruzovce
Gruzovce és un poble i municipi d'Eslovàquia. Es troba a la regió de Prešov, al nord del país. La primera referència escrita de la vila data del 1568.

## Demografia
| Godina             | 1994 | 2004   | 2014   | 2024    |
| ------------------ | ---- | ------ | ------ | ------- |
| Nombre de persones | 130  | 127    | 124    | 137     |
| Diferència         |      | −2,30% | −2,36% | +10,48% |

| Godina             | 2023 | 2024   |
| ------------------ | ---- | ------ |
| Nombre de persones | 140  | 137    |
| Diferència         |      | −2,14% |